# Ike Ugbo
Ike Dominique Ugbo (Lewisham, 21 settembre 1998) è un calciatore canadese con cittadinanza britannica, attaccante dello Sheffield Weds e della nazionale canadese.

## Biografia
Nato in Inghilterra da genitori nigeriani, si è trasferito in Canada da piccolo.

## Caratteristiche tecniche
È un centravanti abile nei movimenti senza palla. Bravo a giocare tra i due centrali avversari, sa piazzarsi in area di rigore e dispone di buon fiuto del gol.

## Carriera

### Club
Cresciuto nel settore giovanile del Chelsea, vi ha militato dal 2007 al 2017 vincendo due edizioni della UEFA Youth League. Il 17 luglio 2017 viene ceduto in prestito al Barnsley, con cui fa il suo esordio fra i professionisti il 5 agosto giocando l'incontro di Championship perso 3-1 contro il Bristol City; realizza la sua prima rete tre settimane più tardi nell'ampia vittoria casalinga per 3-0 contro il Sunderland. A gennaio il prestito viene interrotto, con il giocatore che passa con la stessa formula al MK Dons fino al termine della stagione. Nell'agosto seguente viene prestato allo Scunthorpe Utd dove però fatica ad imporsi realizzando solo una rete in 15 incontri di campionato ed a gennaio fa ritorno al Chelsea che lo utilizza nella formazione U-23.
Nell'agosto seguente si trasferisce in prestito al Roda JC in Eerste Divisie dove trova un posto da titolare riuscendo a segnare con regolarità; nonostante le 13 reti segnate in 28 incontri termina il campionato al diciassettesimo posto. Il 18 agosto 2020 rinnova il proprio contratto con il club londinese e viene nuovamente ceduto in prestito, questa volta in Belgio al Cercle Bruges.
Il 24 agosto 2021 viene ceduto a titolo definitivo al Genk.
Il 31 gennaio 2022 viene ceduto in prestito al Troyes.
Il 4 agosto 2022 viene ceduto al Troyes, questa volta a titolo definitivo.
Il 4 luglio 2023 viene ceduto in prestito al Cardiff City.

### Nazionale
Dopo avere rappresentato le selezioni giovanili under-17 e under-20 dell'Inghilterra, nel novembre 2021 ha optato per rappresentare il Canada. Il 12 del mese stesso ha esordito con la selezione nordamericana nel successo per 1-0 contro la Costa Rica.

## Statistiche

### Presenze e reti nei club
Statistiche aggiornate al 12  gennaio 2022.
| Stagione        | Squadra         | Campionato      | Campionato | Campionato | Coppe nazionali | Coppe nazionali | Coppe nazionali | Coppe continentali | Coppe continentali | Coppe continentali | Altre coppe | Altre coppe | Altre coppe | Totale | Totale | Totale |
| Stagione        | Squadra         | Comp            | Pres       | Reti       | Comp            | Pres            | Reti            | Comp               | Pres               | Reti               | Comp        | Pres        | Reti        | Pres   | Reti   |        |
| --------------- | --------------- | --------------- | ---------- | ---------- | --------------- | --------------- | --------------- | ------------------ | ------------------ | ------------------ | ----------- | ----------- | ----------- | ------ | ------ | ------ |
| 2017-2018       | Barnsley        | FLC             | 16         | 1          | FACup+CdL       | 0+2             | 1               |                    | -                  | -                  |             | -           | -           | 18     | 2      |        |
| 2017-2018       | MK Dons         | FL1             | 15         | 2          | FACup+CdL       | 2+0             | 0               |                    | -                  | -                  | EFL Trophy  | 0           | 0           | 17     | 2      |        |
| 2018-gen. 2019  | Scunthorpe Utd  | FL1             | 15         | 1          | FACup+CdL       | 1+0             | 0               |                    | -                  | -                  | EFL Trophy  | 0           | 0           | 16     | 1      |        |
| 2019-2020       | Roda JC         | 1D              | 28         | 13         | CO              | 1               | 0               |                    | -                  | -                  |             | -           | -           | 29     | 13     |        |
| 2020-2021       | Cercle Bruges   | D1              | 32         | 16         | CB              | 2               | 1               |                    | -                  | -                  |             | -           | -           | 34     | 17     |        |
| 2021-gen. 2022  | Genk            | D1              | 18         | 3          | CB              | 2               | 2               | UEL                | 5                  | 1                  | -           | -           | -           | 25     | 6      |        |
| gen.-giu. 2022  | Troyes          | L1              | 14         | 5          | CF              | 0               | 0               |                    | -                  | -                  |             | -           | -           | 14     | 5      |        |
| 2022-2023       | Troyes          | L1              | 14         | 1          | CF              | 1               | 0               |                    | -                  | -                  |             | -           | -           | 15     | 1      |        |
| Totale Troyes   | Totale Troyes   | Totale Troyes   | 28         | 6          |                 | 1               | 0               |                    | -                  | -                  |             | -           | -           | 29     | 6      |        |
| Totale carriera | Totale carriera | Totale carriera | 152        | 42         |                 | 11              | 4               |                    | 5                  | 1                  |             | 0           | 0           | 168    | 47     |        |

## Palmarès

### Competizioni giovanili
- UEFA Youth League: 2

Chelsea: 2014-2015, 2015-2016